# حساء الفول السوداني
حساء الفول السوداني هو حساء مصنوع من الفول السوداني. إنه عنصر أساسي في المطبخ الأفريقي ولكنه يؤكل أيضًا في شرق آسيا ( تايوان ) والولايات المتحدة (بشكل رئيسي في فرجينيا )   ومناطق أخرى حول العالم. كما أنه شائع في بعض المناطق ، مثل شمال غرب الأرجنتين ،   بوليفيا  وبيرو ،  حيث يمكن تقديمه أحيانًا مع اللحم والمعكرونة القصيرة المجوفة أو البطاطس المقلية. غالبًا ما يتم تناوله في غانا مع فوفو أو اومو تو وغالبًا ما يكون حارًا جدًا. 
يتم تحضيره حساء الفول السوداني من الفول السوداني المهروس للحصول على عجينة ،  وعادة ما يطلق عليه معجون الفول السوداني. يؤكل حساء الفول السوداني مع الفوفو والبانكو والكينكي وما إلى ذلك.  إنه طعام شهي يستهلكه الغانيون والناس في البلدان الأفريقية الأخرى ، مثل سيراليون .  في غانا ، يعرف حساء الفول السوداني باسم نكاتينكوان في اللغة الأكانية.

## صور

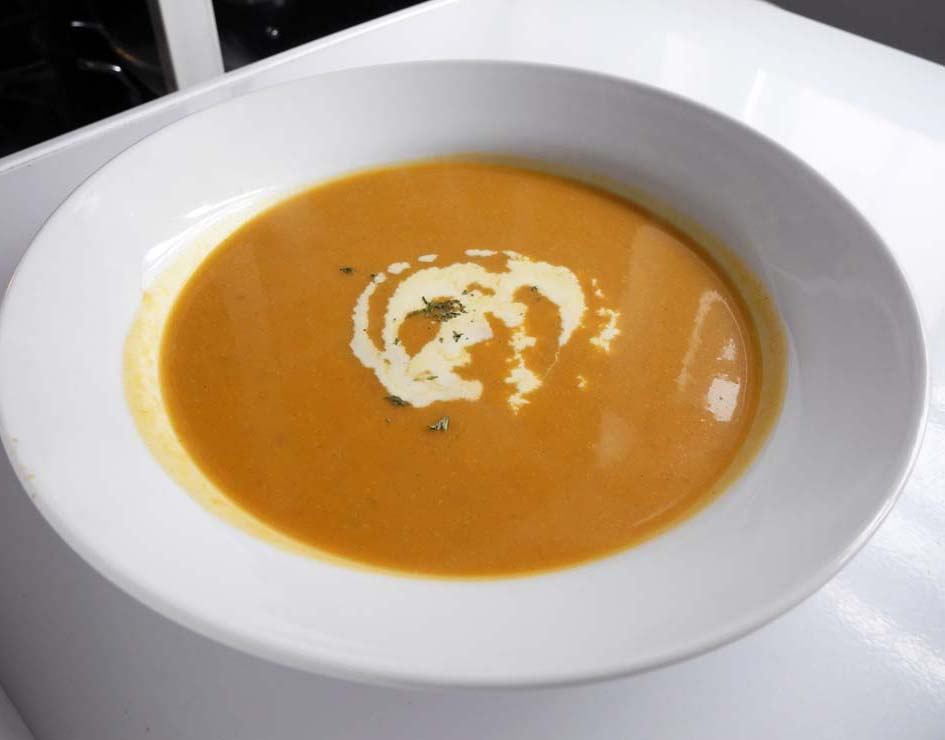
حساء الجوز المطحون أو الفول السوداني
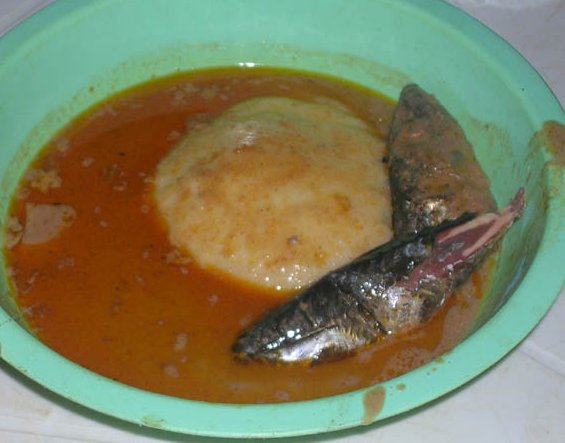
حساء الفول السوداني مع الفوفو والسمك
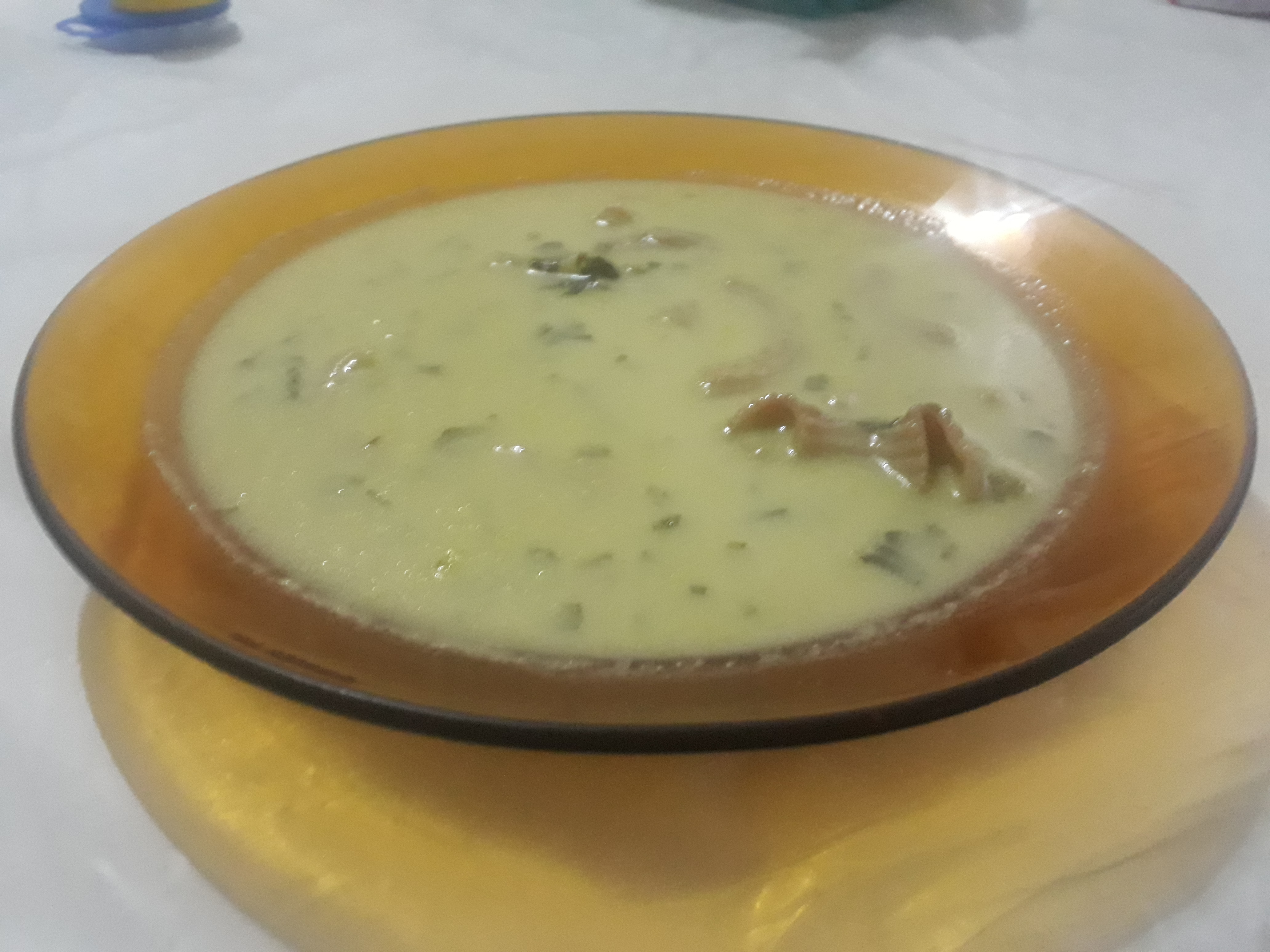
حساء الفول السوداني أمريكا اللاتينية

## روابط خارجية
- حساء الفول السوداني الغاني - وصفة
- حساء الفول السوداني النيجيري - وصفة